# Tyne Daly
Ellen Tyne Daly (Madison, Wisconsin, 21 de febrero de 1946) es una actriz estadounidense de teatro, cine y televisión. Ha ganado seis premios Emmy por su trabajo en la pequeña pantalla , un premio Tony, un Globo de Oro y desde 2011 es miembro del Salón de la Fama del Teatro estadounidense.
Daly comenzó su carrera en el Summer stock theatre de Nueva York e hizo su debut en Broadway con la obra That Summer - That Fall en 1967. En 1989, actuó en el remontaje para Broadway de Gypsy y ganó el Premio Tony a la mejor actriz principal en un musical en 1990. Otras participaciones en Broadway incluyen La gaviota (1992), Rabbit Hole (2006) por el que recibió una nominación al premio Tony y Mothers and Sons (2014) por el que fue nuevamente nominada al Tony. Además, interpretó a Maria Callas tanto en Broadway como en el West End londinense en la obra Master Class (2011-2012).
En el ámbito de la televisión en tanto, es más conocida por su papel de la detective Mary Beth Lacey en Cagney & Lacey (1982-1988), por la que fue cuatro veces ganadora del Primetime Emmy a la mejor actriz en una serie dramática. Otros de sus papeles en televisión incluyen a Alice Henderson en Christy (1994-1995), por el que ganó un Primetime Emmy a la mejor actriz de reparto en una serie dramática en 1996 y Maxine Gray en Judging Amy (1999-2005), que le valió un sexto Emmy en la misma categoría en 2003.
Adicionalmente, ha recibido cinco nominaciones a los Globo de Oro a la mejor actriz de reparto de serie, miniserie o telefilme en 1995 y a la mejor actriz de serie de televisión dramática en 1984, 1985 y 1987, mientras que se alzó con el galardón en esta categoría en 1986.

## Filmografía

### Televisión
| Año       | Título                                             | Papel                | Notas |
| --------- | -------------------------------------------------- | -------------------- | --- |
| 1954      | Foreign Intrigue                                   | Girl                 | Episodio: International Finance |
| 1963      | General Hospital                                   | Caroline Beale       | Serie de televisión |
| 1968      | The Virginian                                      | Faith Bradbury       | Episodio: The Orchard |
| 1969      | Judd, for the Defense                              | Sandy                | Episodio: The View from the Ivory Tower |
| 1969      | CBS Playhouse                                      | Sarah                | Episodio: Sadbird |
| 1969      | The Mod Squad                                      | Dolores Abernathy    | Episodio: The Death of Wild Bill Hannachek |
| 1970      | The New People                                     | Kathy                | Episodio: On the Horizon |
| 1970      | Ironside                                           | Joanna Leigh         | Episodio: The People Against Judge McIntire |
| 1970      | Medical Center                                     | Jennifer Lochner     | Episodio: Moment of Decision |
| 1971      | In Search of America                               | Anne                 | Película |
| 1971      | A Howling in the Woods                             | Sally Bixton         | Película |
| 1971      | Longstreet                                         | Marcella             | Episodio: One in the Reality Column |
| 1971      | McMillan & Wife                                    | Janet Benton         | Episodio: Husbands, Wives, and Killers |
| 1971      | Imposible                                          | Saretta Lane         | Episodio: Nerves |
| 1972      | Heat of Anger                                      | Jean Carson          | Película |
| 1972      | Young Dr. Kildare                                  |                      | Episodio: The Thing with Feathers |
| 1972      | The Mod Squad                                      | Prudence Gordon      | Episodio: Good Times Are Just Memories |
| 1972      | Medical Center                                     | Barbara              | Episodio: The Choice |
| 1973      | Medical Center                                     | April                | Episodio: Deadly Game |
| 1973      | Ghost Story                                        | Anna Freeman         | Episodio: Earth, Air, Fire and Water |
| 1973      | Hawkins                                            | Ellen Hamilton       | Episodio: A Life for a Life |
| 1973      | The Rookies                                        | Marly Devon          | Episodio: A Farewell Tree from Marly |
| 1973      | The Man Who Could Talk to Kids                     | Susie Datweiler      | Película |
| 1974      | Larry                                              | Nancy Hockworth      | Película |
| 1974      | The Rookies                                        | Lucille Baker        | Episodio: Time Lock |
| 1974      | The Streets of San Francisco                       | Mrs. Carlino         | Episodio: Commitment |
| 1974      | Doc Elliot                                         | Beth Ann Blackner    | Episodio: The Touch of God |
| 1974      | Barnaby Jones                                      | Madge Winston        | Episodio: A Gathering of Thieves |
| 1974      | The Wide World of Mystery                          | Laurie               | Episodio: The Haunting of Penthouse D |
| 1975      | Lucas Tanner                                       | Jenny Milo           | Episodio: Collision |
| 1975      | The Law                                            | Lucy                 | 3 episodios |
| 1975      | Medical Center                                     | Liz Lathem           | Episodio: Gift from a Killer |
| 1975      | The Rookies                                        | Mary                 | Episodio: Cliffy |
| 1976      | The Entertainer                                    | Jean                 | Película |
| 1976      | The Enforcer                                       | Inspector Kate Moore | Película |
| 1976      | The Rookies                                        | Amy Kennedy          | Episodio: From Out the Darkness |
| 1977      | Intimate Strangers                                 | Karen Renshaw        | Nominada—Primetime Emmy a la mejor actriz de reparto - Miniserie o telefilme |
| 1977      | Visions                                            | Ann                  | Episodio: The Dancing Bear |
| 1978      | Greatest Heroes of the Bible                       | Abishag              | Episodio: The Judgment of Solomon |
| 1979      | Shirley                                            | Athena               | Episodio: Twenty Years to Life |
| 1979      | Better Late Than Never                             | Ms. Davis            | Película |
| 1980      | The Women's Room                                   | Adele                | Película |
| 1980      | Quincy, M.E.                                       | Madeline Estes       | Episodio: The Night Killer |
| 1981      | A Matter of Life and Death                         | Donna                | Película |
| 1981      | Quincy, M.E.                                       | Kay Silver           | Episodio: Gentle Into That Good Night |
| 1981      | CBS Afternoon Playhouse                            | Catherine Ellis      | Episodio: The Great Gilly Hopkins |
| 1981      | Lou Grant                                          | Melissa Cummings     | Episodio: Violence |
| 1981–1988 | Cagney & Lacey                                     | Det. Mary Beth Lacey | Ganadora—Primetime Emmy a la mejor actriz de reparto - Serie dramática (1983–85, 1988) Nominada—Globo de Oro a la mejor actriz de serie de televisión - Drama (1984–87) Primetime Emmy a la mejor actriz - Serie dramática(1986–87) |
| 1982      | Magnum, P.I.                                       | Kate Sullivan        | Episodio: The Jororo Kill |
| 1982      | Quincy, M.E.                                       | Anna Krushevitz      | Episodio: For Love of Joshua |
| 1983      | Your Place... or Mine                              | Karen                | Película |
| 1983      | The Mississippi                                    |                      | Episodio: The Shooting |
| 1987      | Kids Like These                                    | Joanna Goodman       | Película |
| 1988      | Dolly                                              | Genevieve            | Episodio: 1.20 |
| 1989      | Stuck with Each Other                              | Sylvia Cass          | Película |
| 1991      | The Last to Go                                     | Mary Ellen           | Película |
| 1991      | Face of a Stranger                                 | Dollie Madison       | Película |
| 1991      | The Trials of Rosie O'Neill                        | Vicki Lindman        | Episodio: The Reunion |
| 1991      | Wings                                              | Mimsy Borogroves     | Episodio: My Brother's Keeper Nominada—Primetime Emmy a la mejor actriz invitada - Serie de comedia |
| 1992      | Swamp Thing                                        | Carla Jeffries       | Episodio: Lesser of Two Evils |
| 1992      | The Ray Bradbury Theater                           | Cora Gibbs           | Episodio: Great Wide World Over There |
| 1992      | Columbo                                            | Dolores              | Episodio: A Bird in the Hand... |
| 1993      | No Room for Opal                                   | Glorene              | Película |
| 1993      | Scattered Dreams                                   | Kathryn Messenger    | Película |
| 1994      | The Forget-Me-Not Murders                          | Dr. Archer           | Película |
| 1994      | Cagney & Lacey: The Return                         | Mary Beth Lacey      | Película |
| 1994      | Christy                                            | Alice Henderson      | Película |
| 1994      | Columbo                                            | Dorothea McNally     | Episodio: Undercover |
| 1994      | The Magic School Bus                               | Dr. Tennelli (voz)   | Episodio: Inside Ralphie |
| 1994–1995 | Christy                                            | Alice Henderson      | Ganadora—Primetime Emmy a la mejor actriz de reparto - Serie dramática Nominada—Globo de Oro a la mejor actriz de reparto de serie Primetime Emmy a la mejor actriz de reparto - Serie dramática |
| 1995      | The Nanny                                          | Mona                 | Episodio: Strange Bedfellows |
| 1995      | The Magic School Bus                               | Dr. Tennelli (voz)   | Episodio: Going Batty |
| 1995      | Cagney & Lacey: Together Again                     | Mary Beth Lacey      | Película |
| 1995      | Cagney & Lacey: The View Through the Glass Ceiling | Mary Beth Lacey      | Película |
| 1995      | Bye Bye Birdie                                     | Mae Peterson         | Película |
| 1996      | Cagney & Lacey: True Convictions                   | Mary Beth Lacey      | Película |
| 1997      | The Perfect Mother                                 | Elanie Podaras       | Película |
| 1997      | Tricks                                             | Sarah                | Película |
| 1998      | Vig                                                | Ellen                | Película |
| 1998      | For Your Love                                      | Mary Winston         | Episodio: The Mother of All Visits |
| 1999      | Three Secrets                                      | Shelley              | Película |
| 1999      | Absence of the Good                                | Dr. Marcia Lyons     | Película |
| 1999      | Execution of Justice                               | Goldie Judge         | Película |
| 1999      | Veronica's Closet                                  | Emily Blair          | Episodio: Veronica's from Venus/Josh's Parents Are from Mars |
| 1999      | The Magnificent Seven                              | Ma Nichols           | Episodio: Vendetta |
| 1999–2005 | Judging Amy                                        | Maxine Gray          | Ganadora—Primetime Emmy a la mejor actriz de reparto - Serie dramática Viewers for Quality Television Award a la mejor actriz de reparto en una serie dramática Nominada—Primetime Emmy a la mejor actriz de reparto - Serie dramática(2000–02, 2004–05) Premio Satellite a la mejor actriz - Serie dramática de televisión Anexo:Premio del Sindicato de Actores a la mejor actriz de televisión - Drama (2002, 2004) |
| 2001      | The Wedding Dress                                  | Joan Delano          | Película |
| 2003      | Undercover Christmas                               | Anne Cunningham      | Película |
| 2009      | Georgia O'Keeffe                                   | Mabel Dodge Stern    | Película |
| 2009      | Grey's Anatomy                                     | Carolyn Shepherd     | Episodio: Sympathy for the Devil |
| 2010      | Burn Notice                                        | Tina                 | Episodio: A Dark Road |
| 2013      | Jacked Up                                          | TBD                  | Película; en posproducción |
| 2014      | Modern Family                                      | Mrs. Plank           | Temporada 6, episodio 3, Won't You Be Our Neighbors |
| 2016      | Looking: The Movie                                 | Justice of the Peace | Película |
| 2018      | Murphy Brown                                       | Phyllis              | |

### Cine
| Año  | Título                      | Papel             | Notas |
| ---- | --------------------------- | ----------------- | ----- |
| 1969 | John and Mary               | Hillary           |       |
| 1970 | Angel Unchained             | Merilee           |       |
| 1972 | Play It As It Lays          | Periodista        |       |
| 1973 | The Adulteress              | Inez Steiner      |       |
| 1976 | The Enforcer                | Kate Moore        |       |
| 1977 | Speedtrap                   | Niffty Nolan      |       |
| 1977 | Telefon                     | Dorothy Putterman |       |
| 1981 | Zoot Suit                   | Alice Bloomfield  |       |
| 1985 | The Aviator                 | Evelyn Stiller    |       |
| 1985 | Movers & Shakers            | Nancy Derman      |       |
| 1997 | The Lay of the Land         | Dr. Guttmacher    |       |
| 1999 | The Autumn Heart            | Ann               |       |
| 2000 | The Simian Line             | Arnita            |       |
| 2000 | A Piece of Eden             | Aunt Aurelia      |       |
| 2015 | Hello, My Name Is Doris     | Roz               |       |
| 2017 | Spider-Man: Homecoming      | Anne-Marie Hoag   |       |
| 2017 | Basmati Blues               | Evelyn            |       |
| 2018 | La balada de Buster Scruggs |                   |       |

## Teatro

### Broadway
| Año  | Producción              | Dramaturgo           | Papel            | Notas |
| ---- | ----------------------- | -------------------- | ---------------- | --- |
| 1967 | That Summer - That Fall |                      |                  | - Debut en Broadway - Montada en el Helen Hayes Theatre                                                                              |
| 1989 | Gypsy                   |                      | Rose             | - Ganadora del Premio Tony 1990 por mejor actriz en un musical - Montada en Broadway; se realizó una gira por Estados Unidos en 1989 |
| 1992 | The Seagull             | Antón Chéjov         | Madame Arkadina  | |
| 2006 | Rabbit Hole             | David Lindsay-Abaire | Nat              | - Montada en el Teatro Biltmore - Nominada al Premio Tony 2006 por mejor actriz en una obra de teatro                                |
| 2011 | Master Class            | Terrence McNally     | Maria Callas     | - Montada en el Samuel J. Friedman Theatre                                                                                           |
| 2014 | Mothers and Sons        | Terrence McNally     | Katharine Gerard | - Montada en el John Golden Theatre - Nominada al Premio Tony 2014 por mejor actriz principal en una obra de teatro                  |
| 2015 | It Shoulda Been You     | Brian Hargrove       | Judy Steinberg   | - Montada en el Brooks Atkinson Theater - Nominada al Drama Desk Award 2015 por Actriz destacada en un musical                       |

### Off-Broadway
| Año  | Producción                  | Dramaturgo                   | Papel | Notas                                      |
| ---- | --------------------------- | ---------------------------- | ----- | ------------------------------------------ |
| 2009 | Love, Loss, and What I Wore | Nora Ephron and Delia Ephron |       | Montada en el Westside Theatre, Nueva York |

### Otras participaciones
| Año  | Producción             | Dramaturgo                      | Papel             | Notas                                                                |
| ---- | ---------------------- | ------------------------------- | ----------------- | -------------------------------------------------------------------- |
| 1963 | Jenny Kissed Me        | Jean Kerr                       |                   | Montada en el Bucks County Playhouse, New Hope, Pennsylvania         |
| 2008 | Agamemnon              | Esquilo                         | Clytaemnestra     | Montada en el Getty Villa, Malibú, California                        |
| 2010 | The Second Time Around |                                 | Cabaret           | Montada en el Feinstein's at the Regency, Nueva York                 |
| 2010 | Master Class           | Terrence McNally                | María Callas      | Montada en el Centro John F. Kennedy para las Artes Escénicas        |
| 2011 | It Shoulda Been You    | Brian Hargrove, Barbara Anselmi | Madre de la novia | Montada en el George Street Playhouse, Nueva Brunswick, Nueva Jersey |
| 2012 | Master Class           | Terrence McNally                | Maria Callas      | Montada en el Vaudeville Theatre, Londres                            |